# Anne-Catharina Vestly

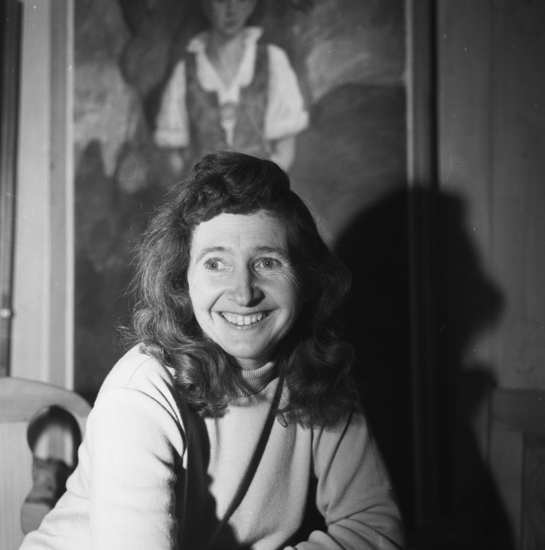
Anne-Catharina Vestly, 1963

Anne-Catharina Vestly (meist abgekürzt als Anne-Cath. Vestly) (* 15. Februar 1920 in Rena als Anne-Catharina Schulerud; † 15. Dezember 2008 in Mjøndalen) war eine norwegische Schriftstellerin, Schauspielerin und Moderatorin. Sie erlangte unter anderem als Autorin von Kinderbüchern Bekanntheit und gilt in Norwegen als Vorreiterin in diesem Genre.

## Leben

### Kindheit und Jugend
Vestly kam im Jahr 1920 als Tochter von Mentz Oliver Schulerud und der Lehrerin Aagot Schulerud zur Welt. Ihr älterer Bruder Mentz Schulerud war später ebenfalls als Schriftsteller tätig, ihre Nichte Ingrid Schulerud ist eine norwegische Diplomatin. In ihrer Kindheit zog Vestly mehrfach um. Im Alter von vier Jahren ging sie mit ihrer Familie von ihrem Geburtsort Rena in der Landschaft Østerdalen nach Rudshøgda in Ringsaker. Drei Jahre später folgte ein Umzug nach Jessheim und einige Jahre später nach Lillehammer. Ihr Vater starb, als sie elf Jahre alt war. In Lillehammer beendete sie im Jahr 1939 ihre Schulzeit und sie ging nach Oslo.

### Studium und erste schriftstellerische Tätigkeit
An der Universität Oslo begann Vestly ein Französisch-Studium und betätigte sich als Theaterschauspielerin. Durch die Ankunft der deutschen Besatzer in Norwegen wurden im Jahr 1940 jedoch sowohl die Universität als auch die Theater der Stadt geschlossen. Das brachte Vestly dazu, ans Osloer Handelsgymnasium zu wechseln. Nach dem Ende ihrer dortigen Zeit versuchte sie aufgrund ihres mangelnden Interesses an den dort gelernten Themen, Lehramt zu studieren. Sie wurde allerdings abgelehnt.
Vestly arbeitete anschließend einige Monate lang in einer Buchhandlung, als sie an Tuberkulose erkrankte. Nachdem sie nach längerer Zeit wieder gesund wurde, war sie von 1945 bis 1950 als Schauspielerin am Studioteatret tätig. Neben ihrer Tätigkeit als Schauspielerin begann sie zunächst vor allem für das Theater zu schreiben. Im Jahr 1946 fertigte sie ihr erstes Hörspiel für das norwegische Radio NRK an, nachdem sie eher zufällig dafür angefragt wurde. Im selben Jahr heiratete sie den Maler und Zeichner Johan Vestly, mit dem sie zwei Söhne bekam. Einige Zeit später zog sie nach Oslo.

### Durchbruch und Tätigkeit als Kinderbuchautorin
Ihren Durchbruch erhielt Vestly mit ihren Kindersendungen im Rahmen der in den 1950er- und 1960er-Jahren ausgestrahlten Sendung Barnetimen für den NRK. Einige der Sendungen wurden später zu eigenen Kinderbüchern, die zum Teil von ihrem Ehemann illustriert wurden. Vestly gehörte mit Thorbjørn Egner und Alf Prøysen über Jahre hinweg zu den bedeutendsten Personen in der für Kinder ausgerichteten Kulturwelt. Von 1953 bis 1958 schrieb sie eine Buchreihe über die in einer Stadt lebenden Figur Ole Aleksander. Es galt in dieser Zeit noch als eher untypisch, in Kinderbüchern die Kinder in der Stadt und nicht in einer sicheren Umgebung auf dem Land zu verorten. In einer Radiosendung erzählte sie von einer Schwangerschaft von Oles Mutter, was in dem Medien und von Zuhörern zu Protesten führte. In der Zeit darauf setzte sie sich weiter dafür ein, dass Kinder erfahren sollten, wie Schwangerschaften tatsächlich ablaufen.
Es folgten weitere Buchreihen, wie beispielsweise die Knerten-Reihe. In dieser schrieb sie über einen einsamen Jungen, dessen beide Eltern arbeiten müssen und der deshalb viel Zeit alleine verbringen muss und sich in seiner Fantasiewelt wiederfindet. Es galt als Novum in der norwegischen Literatur, dass von Kindern in dieser Situation erzählt wurde. Zugleich wurde sie dafür kritisiert, dass sie zu optimistisch über Kinder in schwierigen Situationen schrieb. Gemeinsam mit ihrem Ehemann Johan Vestly entwickelte sie die TV-Serie Kanutten, in welcher ebenfalls die Flucht in eine Fantasiewelt thematisiert wurde. Anne-Cath. Vestly übernahm darin eine Hauptrolle. In zwei Verfilmungen ihrer Bücher übernahm sie zudem die Rolle der Großmutter.
Auch schrieb Vestly über Großfamilien auf engem Wohnraum und Kindern, die in Trabantenstädten aufwuchsen. In weiteren Büchern brach sie unter anderem mit den traditionellen Rollenverteilungen in Familien.

### Letzte Lebensjahre und Ehrungen
Für ihr Werk erhielt sie im Laufe der Zeit mehrere Preise, wie unter anderem den Kulturpreis der Stadt Oslo und den Ehrenpreis beim Literaturpreis Brageprisen. Nach dem Tod ihres Ehemanns im Jahr 1993 begann sie, ihre Bücher selbst zu illustrieren. Im Jahr 2006 zog sie in eine Einrichtung in Mjøndalen in der damaligen Kommune Nedre Eiker. Sie hatte zu diesem Zeitpunkt die Alzheimer-Krankheit und lebte bis zu ihrem Tod am 15. Dezember 2008 in Mjøndalen. Im Jahr 2010 gab die norwegische Post zu Weihnachten zwei Briefmarken mit Motiven aus ihren Kinderbüchern heraus. Im Jahr 2016 wurde im Osloer Stadtteil Gamle Oslo der Platz vor der Deichmanske bibliotek nach ihr benannt. Der Anne-Cath. Vestlys plass wurde im Rahmen der Feiern rund um Vestlys 100. Geburtstag im Jahr 2020 eingeweiht.

## Auszeichnungen
- 1979: Oslo bys kunstnerpris (Kunstpreis der Stadt Oslo)
- 1986: Alf Prøysens Ærespris (Alf Prøysens Ehrenpreis)
- 1990: Oslo bys kulturpris (Kulturpreis der Stadt Oslo)
- 1992: Sankt-Olav-Orden, Ritter 1. Klasse
- 1994: Norsk kulturråds ærespris (Ehrenpreis des norwegischen Kulturrats)
- 1995: Brageprisen, Ehrenpreis

## Werke
- Aurora aus Block 7
- Aurora in Holland
- Auroras heimliche Freunde
- Ole und seine Freunde
- Oles lustige Streiche
- Lillebror und der Knorzel
- Kleiner Freund Knorzel
- Knorzel wird Familienvater
- Acht Kleine, zwei Große und ein Lastauto

## Filmografie
- 1952: Nødlanding
- 1962: Kanutten og Romeo Klive (Fernsehserie)
- 1977: Mormor og de åtte ungene i byen
- 1979: Mormor og de åtte ungene i skogen
- 1980: Guro (Fernsehserie, 6 Folgen)